# John Cranko
John Cyril Cranko (Rustemburg, Sud-àfrica, 15 d'agost, 1927- mort el 26 de juny de 1973 en un vol de tornada des dels EUA) va ser un director de dansa i coreògraf britànic. Des de 1961 va ser director del Ballet d'Stuttgart, que en pocs anys va convertir en una de les companyies de ballet més importants del món.

## Biografia
Cranko va els primers estudis a Ciutat del Cap, amb la principal professora i directora de ballet sud-africana, Dulcie Howes, de l'Escola de Ballet de la Universitat de Ciutat del Cap. El 1945 va coreografia la seva primera obra (utilitzant la Suite de Stravinsky de L'Histoire du soldat) per al Cape Town Ballet Club. El 1946 va anar a Londres i es va convertir en membre del Sadler's Wells Theatre Ballet (més tard anomenat Royal Ballet). Les seves produccions es caracteritzaven per una clara estructura dramàtica. El novembre de 1947 va crear una coreografia sensacional de Children's Corner de Debussy per al Sadler's Wells Ballet.
Cranko va tenir els seus primers grans èxits amb aquest grup el 1949 amb La bella i la bèstia, el 1951 amb Pineapple Poll i Arlequí a l'abril. El 1955 va coreografiar La Belle Hélène per a l'Òpera de París. La seva primera actuació de ballet anglès de llarga durada va ser l'any 1957 amb The Prince of the Pagodas. El 1960, Cranko va dirigir la primera producció de l'òpera de Benjamin Britten A Midsummer Night's Dream, al Festival d'Aldeburgh. Quan l'obra es va estrenar a Londres l'any següent al Covent Garden, Cranko no va ser convidat a dirigir, i Sir John Gielgud va ser el contractat. El 1961, Cranko fou processat per activitat homosexual, va deixar el Regne Unit per Stuttgart, i el 1961 va ser nomenat director del Ballet de Stuttgart per Walter Erich Schäfer. Va reunir un grup de ballarins talentosos al seu voltant, incloent: Marcia Haydée, Egon Madsen, Richard Cragun, Birgit Keil i Susanne Hanke.
Algunes de les seves coreografies a Stuttgart van ser Romeu i Julieta de William Shakespeare el 1962 i Eugeni Oneguin d'Aleksandr Puixkin el 1965. Va seguir La feréstega domada de Shakespeare el 1969, Brouillards de Debussy el 1970, Carmen el 1971 (amb música de Wolfgang Fortner i Wilfried Steinbrenner) i finalment Spuren el 1973. Les coreografies de Cranko van fer una contribució significativa a l'anomenat "Miracle del Ballet de Stuttgart", que va començar l'any 1969 amb una actuació convidada al Metropolitan Opera de Nova York. La seva capacitat per explicar històries amb matisos, les seves clares estructures dramàtiques i la manera extraordinària en què va dominar l'art del Pas de deux van conquerir el públic a Nova York. El 1971 va fundar una escola de ballet en un internat a Stuttgart. L'escola John Cranko és ara l'escola de ballet del Teatre Estatal de Württemberg, així com una escola de formació professional i una acadèmia estatal de ballet.

## Mort
El 1973, Cranko es va ofegar fins a la mort després de patir una reacció al·lèrgica a un somnífer que va prendre durant un vol xàrter transatlàntic de Filadèlfia a Stuttgart, dos dies després que la companyia completés una exitosa gira pels Estats Units a l'Acadèmia de Música de Filadèlfia. El vol va fer un aterratge d'emergència a Dublín on Cranko va ser declarat mort en arribar a un hospital. La seva mare, Grace, que es va divorciar de Herbert i vivia en el que llavors era Rhodèsia, es va assabentar de la seva mort per una emissió de ràdio.
Cranko va ser enterrat en un petit cementiri prop del Castell Solitud a Stuttgart.
El 2007, el Ballet de Stuttgart va celebrar el que hauria estat el 80è aniversari de Cranko amb el Festival de la Cranko. El ballet Voluntaries de Glen Tetley va ser creat en memòria seva. La John Cranko Society de Stuttgart, fundada el 1975, promou el coneixement del ballet i l'obra de Cranko, dona suport a actuacions i ballarins amb talent, i cada any atorga el Premi John Cranko.
Com a coreògraf i mestre de ballet, la "Georgette Tsinguirides" ha transmès l'obra de Cranko a diverses generacions de ballarins: no només al Ballet d'Stuttgart, sinó també a més de 30 companyies de ballet a tot el món. Va gravar totes les obres principals que Cranko va crear a Stuttgart en una notació de dansa específica, la notació del moviment Benesh.
L'abril de 2020, es va publicar com a podcast la novel·la Soul Dance - John Cranko and the Stuttgart Ballet Miracle de Thomas Ader. La vida de John Cranko es presenta en 27 episodis, per als quals l'autor va valorar els records personals de desenes de testimonis contemporanis, entre ells els del ballarí principal John Cranko.